# Il Portoballo
Il Portoballo è un album inciso da Gigliola Cinquetti nel 1982 legato alla partecipazione al programma televisivo Portobello di Enzo Tortora.

## Tracce
1. In the Mood
2. Let's Twist Again
3. Begin the Beguine
4. Amor amor amor
5. A Media Luz
6. Calipso Melody
7. Brazil
8. Patricia
9. La raspa comandata
10. E qui comando io
11. Lola
12. Tequila
13. Tace il labbro
14. Hully Gully in 10
15. Viva la polca
16. Wini Wini
17. Rock Around the Clock
18. Tanto pe' cantà
19. Chissà, chissà, chissà
20. Can Can